# Mały obraz
Mały obraz – małym obrazem zbioru {\displaystyle A} zawartego w {\displaystyle X} poprzez funkcję {\displaystyle f\colon X\to Y} nazywa się zbiór
{\displaystyle f^{\sharp }[A]=\{y\in Y\colon \,f^{-1}[\{y\}]\subseteq A\}=Y\setminus f[X\setminus A],}
gdzie {\displaystyle f[X\setminus A]} oznacza obraz zbioru {\displaystyle X\setminus A.}